# Gísli Eyjólfsson
Gísli Eyjólfsson (31 maggio 1994) è un calciatore islandese, centrocampista dell'Halmstad.

## Carriera

### Club
Ha giocato nella prima divisione islandese ed in quella svedese.
Nella stagione 2023-2024 ha segnato un gol nella fase a gironi della Conference League.

### Nazionale
Vanta quattro presenze con la nazionale islandese.

## Palmarès

### Club

#### Competizioni nazionali
- Deildabikar: 1

Breiðablik: 2015
- Úrvalsdeild: 1

Breiðablik: 2022
- Supercoppa d'Islanda: 1

Breiðablik: 2023